# Grande Prêmio da Bélgica de 1967
Resultados do Grande Prêmio da Bélgica de Fórmula 1 realizado em Spa-Francorchamps à 18 de junho de 1967. Quarta etapa da temporada, neste dia o norte-americano Dan Gurney venceu a corrida guiando um carro de sua própria equipe, a Eagle.

## Classificação da prova
| Pos. | Nº | Piloto              | Construtor      | Voltas | Tempo/Diferença  | Grid | Pontos |
| ---- | -- | ------------------- | --------------- | ------ | ---------------- | ---- | ------ |
| 1    | 36 | Dan Gurney          | Eagle-Weslake   | 28     | 1:40:49.4        | 2    | 9      |
| 2    | 14 | Jackie Stewart      | BRM             | 28     | + 1:03.0         | 6    | 6      |
| 3    | 1  | Chris Amon          | Ferrari         | 28     | + 1:40.0         | 5    | 4      |
| 4    | 29 | Jochen Rindt        | Cooper-Maserati | 28     | + 2:13.9         | 4    | 3      |
| 5    | 12 | Mike Spence         | BRM             | 27     | + 1 volta        | 11   | 2      |
| 6    | 21 | Jim Clark           | Lotus-Ford      | 27     | + 1 volta        | 1    | 1      |
| 7    | 34 | Jo Siffert          | Cooper-Maserati | 27     | + 1 volta        | 16   |        |
| 8    | 19 | Bob Anderson        | Brabham-Climax  | 26     | + 2 voltas       | 17   |        |
| 9    | 30 | Pedro Rodríguez     | Cooper-Maserati | 25     | Motor            | 13   |        |
| 10   | 32 | Guy Ligier          | Cooper-Maserati | 25     | + 3 voltas       | 18   |        |
| NC   | 2  | Ludovico Scarfiotti | Ferrari         | 24     | Não classificado | 9    |        |
| Ret  | 25 | Jack Brabham        | Brabham-Repco   | 15     | Motor            | 7    |        |
| Ret  | 26 | Denny Hulme         | Brabham-Repco   | 14     | Motor            | 14   |        |
| Ret  | 39 | Jo Bonnier          | Cooper-Maserati | 10     | Motor            | 12   |        |
| Ret  | 22 | Graham Hill         | Lotus-Ford      | 3      | Embreagem        | 3    |        |
| Ret  | 7  | John Surtees        | Honda           | 1      | Motor            | 10   |        |
| Ret  | 17 | Chris Irwin         | BRM             | 1      | Motor            | 15   |        |
| Ret  | 3  | Mike Parkes         | Ferrari         | 0      | Acidente         | 8    |        |

## Tabela do campeonato após a corrida
|    | Pos. | Piloto          | Pontos |
| -- | ---- | --------------- | ------ |
|    | 1    | Denny Hulme     | 16     |
|    | 2    | Pedro Rodríguez | 11     |
| 2  | 3    | Chris Amon      | 11     |
| 1  | 4    | Jim Clark       | 10     |
| 13 | 5    | Dan Gurney      | 9      |

|   | Pos. | Construtor      | Pontos |
| - | ---- | --------------- | ------ |
|   | 1    | Brabham-Repco   | 18     |
|   | 2    | Cooper-Maserati | 14     |
| 1 | 3    | Ferrari         | 11     |
| 1 | 4    | Lotus-Ford      | 10     |
| 6 | 5    | Eagle-Weslake   | 9      |

- Nota: Somente as primeiras cinco posições estão listadas. Cada piloto computaria cinco de seis resultados na primeira metade do campeonato e quatro de cinco na segunda metade. Neste ponto esclarecemos: na tabela dos construtores figurava somente o melhor colocado dentre os carros de um time.